# Coryssocnemis aripo
Coryssocnemis aripo är en spindelart som beskrevs av Huber 2000. Coryssocnemis aripo ingår i släktet Coryssocnemis och familjen dallerspindlar. Inga underarter finns listade i Catalogue of Life.